# 70000 Tons of Metal

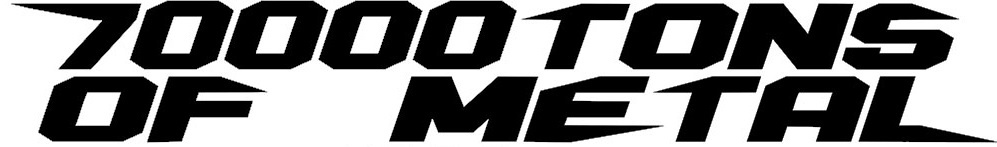
Logo de 70000TONS OF METAL

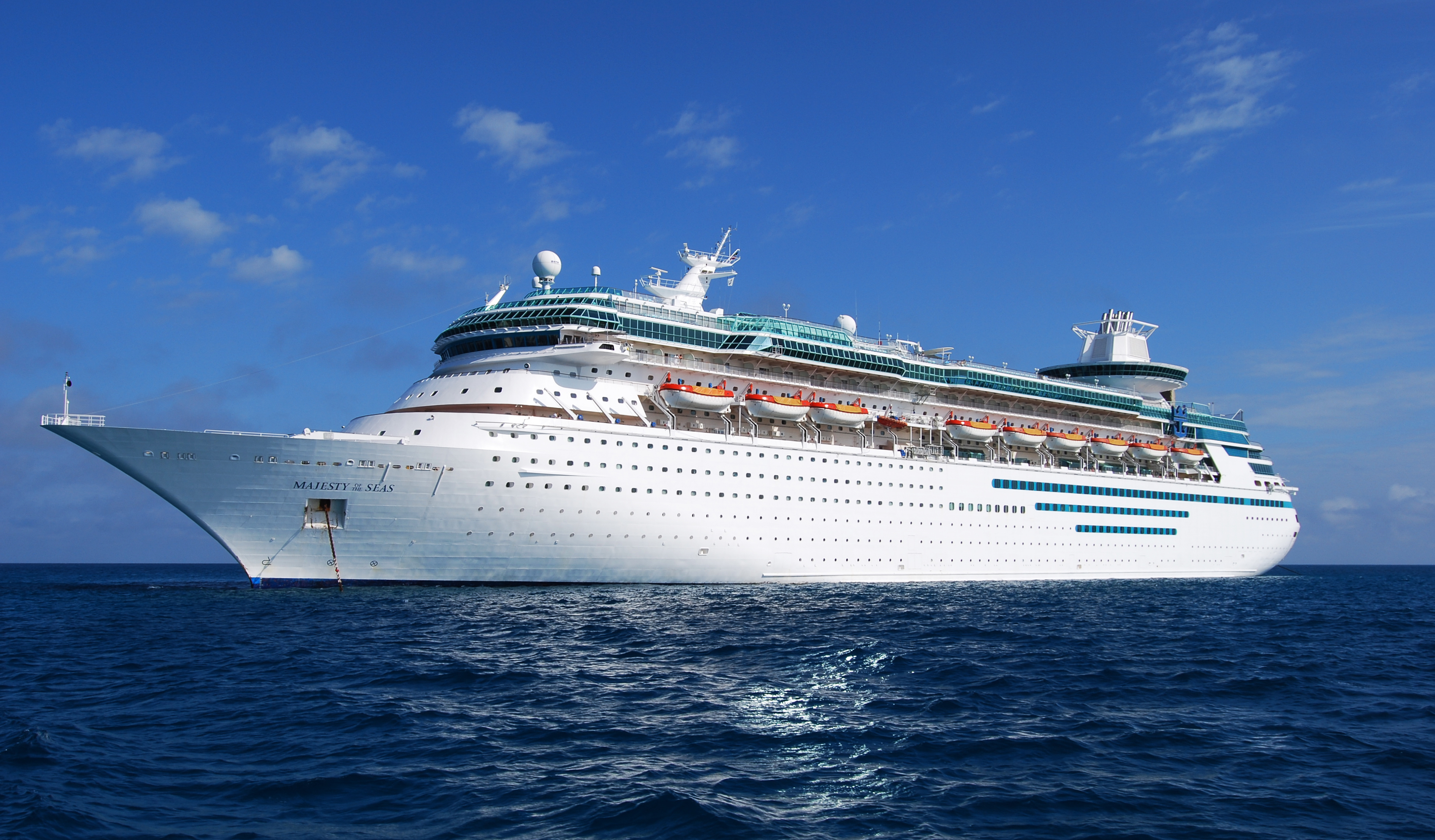
MS Majesty of the Seas (2011–2014)

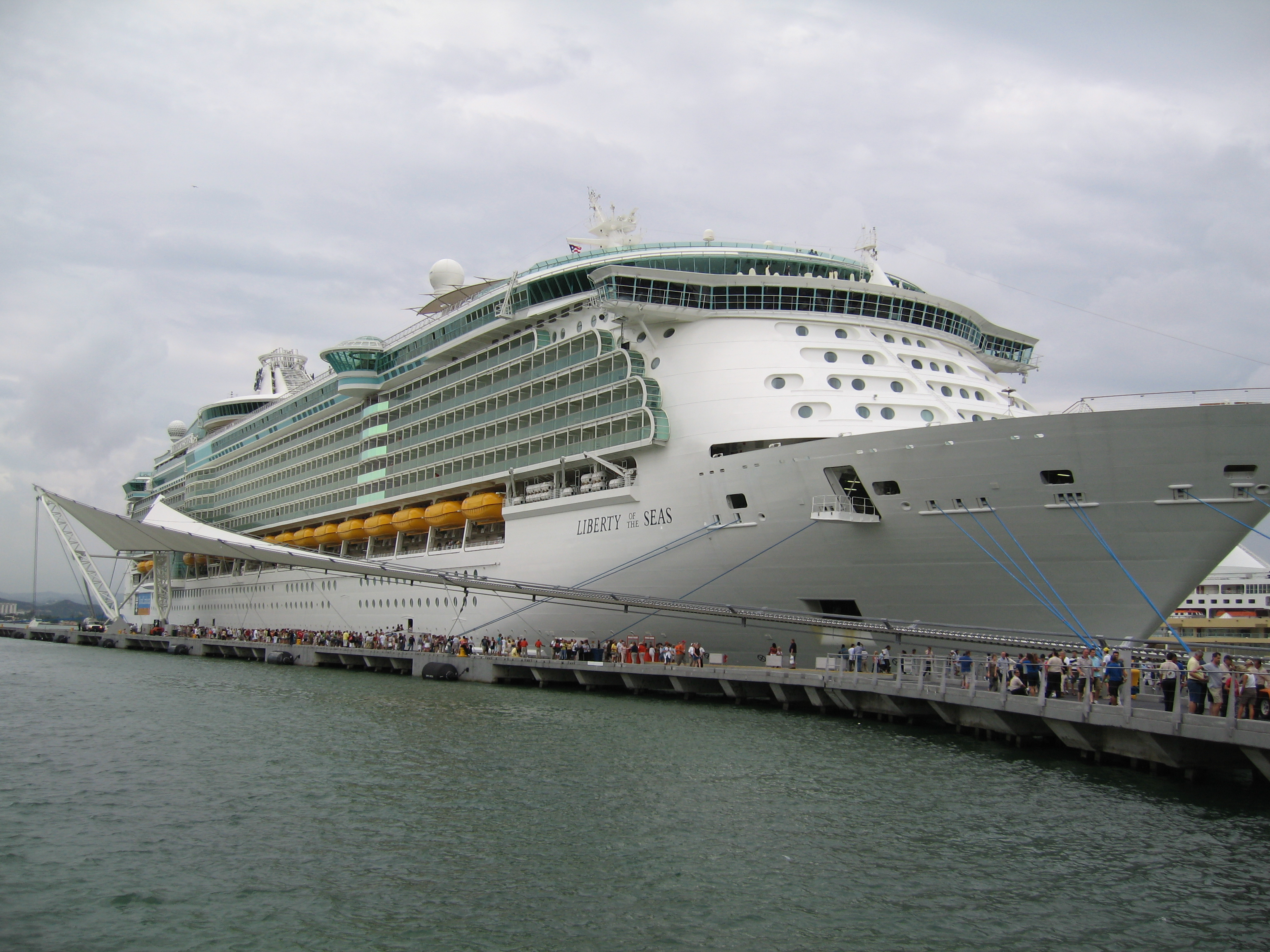
MS Liberty of the Seas (2015)

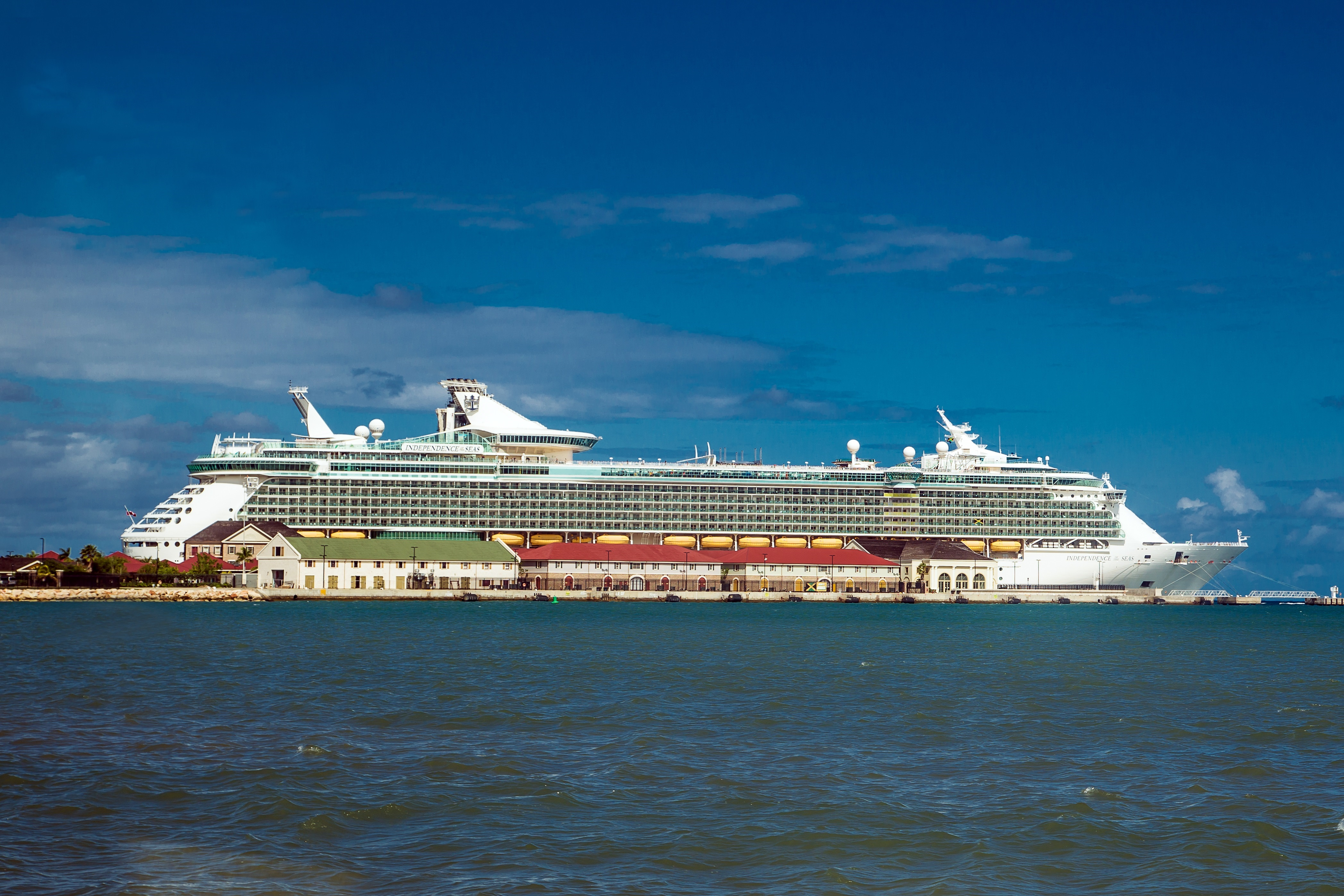
MS Independence of the Seas (2016-2020)

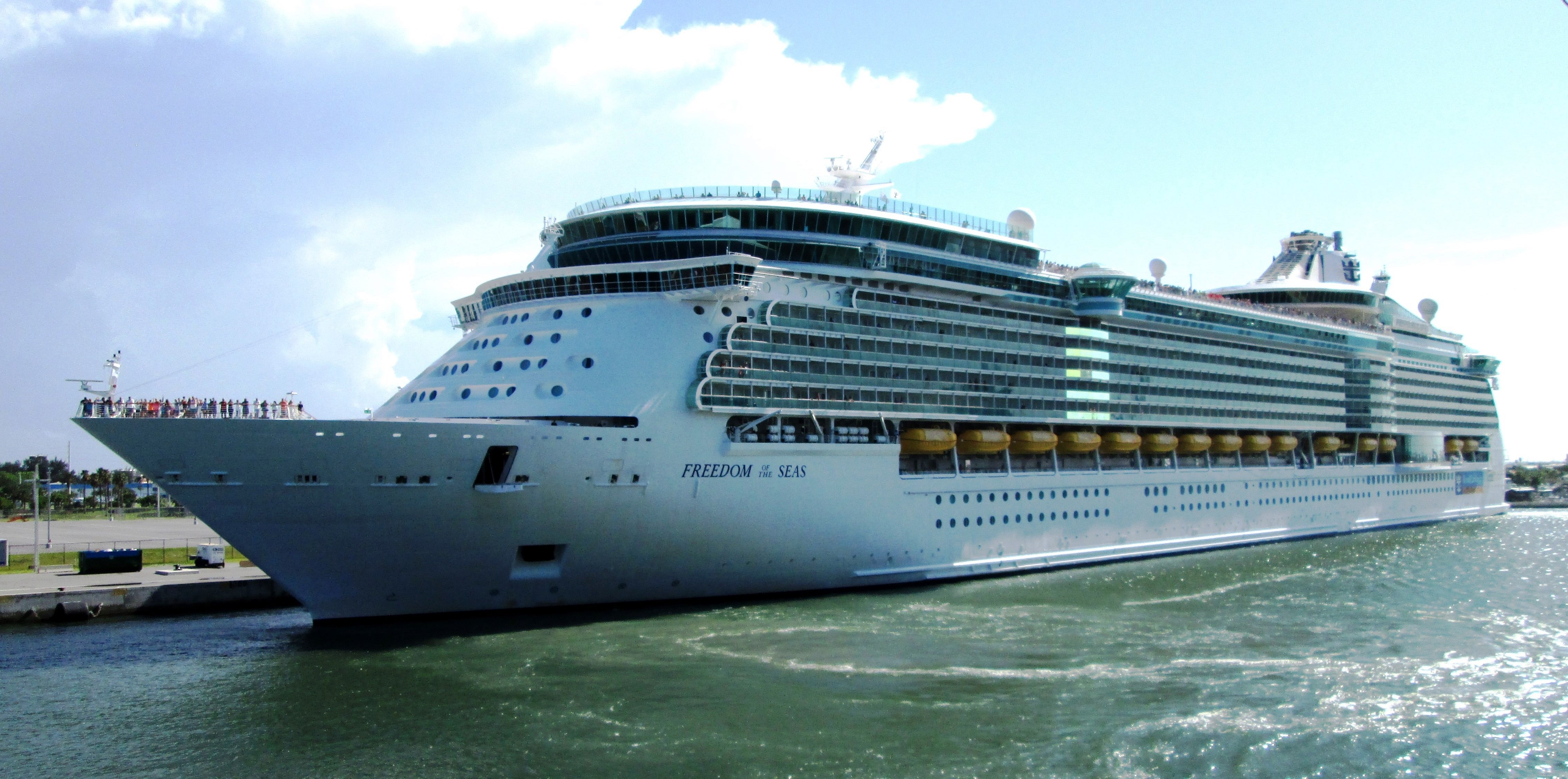
MS Freedom of the Seas (2023-)

70000 TONS OF METAL (estilizado de forma oficial como 70000TONS OF METAL) es un festival anual de Heavy Metal que se lleva a cabo a bordo de un crucero. El evento es un festival de cuatro días con 60 bandas a bordo, en el cual se ofrecen distintas actividades además de los conciertos, tales como el Meet & Greet, talleres y pláticas con los artistas, el "Jamming in International Waters" All-Star Jam, sesiones de escucha de álbumes inéditos, excursiones en tierra con los artistas, etc. El barco zarpa desde Miami, FL (y ahí mismo regresa), y durante cada edición se visita un destino distinto del Caribe.

## Historia
La primera edición de 70000TONS OF METAL se llevó a cabo en el año 2011. Desde 2011 a 2014, 70000TONS OF METAL se realizó a bordo del crucero MS Majesty of the Seas. En 2015, el festival fue movido a otro crucero llamado MS Liberty of the Seas y posteriormente al MS Independence of the Seas en el 2016. Desde 2011 a 2014, el festival se realizó de lunes a viernes, y desde entonces (2015) de jueves a lunes. Cada año, la ruta del crucero comienza en Miami/Ft. Lauderdale, Florida navegando hacia un destino caribeño y luego este regresa al punto de origen. Durante cada viaje, alrededor de 41 a 60 bandas de diferentes géneros del metal tocan a bordo dos veces en vivo. Desde 2011, ha habido de 3500 a 5300 personas a bordo cada año, incluyendo la tripulación del barco.
En agosto de 2011, los organizadores de 70000TONS OF METAL anunciaron un nuevo festival adicional, llamado "Barge to Hell", programado para zarpar del 3 al 7 de diciembre de 2012. A diferencia de 70000TONS OF METAL, Barge to Hell solo llegó a llenar el 60 % de su capacidad. La ruta realizada por el nuevo crucero fue de Miami hacia Nassau, en Las Bahamas. Este festival se centraba en géneros más extremos del metal como: Thrash, Death y Black Metal.

## Antecedentes
El iniciador y fundador de 70000TONS OF METAL es el suizo promotor de conciertos Andy Piller. Desde su adultez temprana, Andy comenzó a organizar conciertos en su ciudad de nacimiento, Flums, lo cual lo llevó a convertir esta actividad en su profesión posteriormente. Piller tuvo la idea de organizar un festival de Heavy Metal a bordo de un barco en 2006, mientras observaba los cruceros pasar desde su balcón. En los aproximadamente 4 años de preparación, Piller asistió a varios cruceros y encontró un grupo de inversores que apoyó el proyecto con subvenciones de millones para fundar la compañía llamada Ultimate Music Cruises, la cual Piller maneja como director (CEO) actualmente.
En 2010 existían rumores acerca de que 70000TONS OF METAL sería un evento que se realizaría solo una vez. Piller negó dichos rumores durante una entrevista con la revista alemana Stern.
"No he invertido cuatro años para hacer de esto algo de una tan sola vez". -Andy Piller
Piller también recalcó "habrá una siguiente edición y casi seguro que habrá muchas más posteriormente".

## Line-upy escenarios
Hasta 60 bandas de todos los géneros de heavy metal tocan en cada edición del festival. El escenario principal en el Majesty of the Seas estaba situado en el teatro del crucero llamado "A Chorus Line" en las cubiertas 5-7. En la cubierta 8 había un escenario más pequeño en el lounge "Spectrum" y en la cubierta 12 había el escenario al aire libre, el Escenario Cubierta de Piscina ("Pool Deck Stage"). Para el Escenario Cubierta de Piscina, se drenó y cubrió una piscina separada para hacer espacio para la audiencia. Desde 2012, el Escenario Cubierta de Piscina se ha convertido en un escenario mucho más grande y más profesional. Desde 2015, el festival cuenta con cuatro escenarios: la cubierta de piscina, un escenario en el "Alhambra Theater", la pista de patinaje sobre hielo "Studio B" y el Pyramid Lounge.

## Acomodación y precios
Para visitar el festival, solo hace falta reservar una cabina, ya que las comidas, bebidas no embotelladas sin alcohol y sin gas, todos los conciertos y entretenimiento a bordo, etc. ya están incluidos en el Precio del Ticket. El Precio de los Tickets varía bastante dependiendo de la categoría de la cabina y del número de personas en cada cabina, y estos cambian cada año con cada nueva edición. Se puede reservar en las categorías Interior, Ocean View, Balcony, y Suites. También hay Tickets Individuales para pasajeros que viajan solos, compartiendo una cabina con otros pasajeros de su mismo género asignados de manera aleatoria.

## Recepción
Al principio, la empresa de cruceros y la tripulación del crucero estaban escépticos sobre los viajeros inusuales en el crucero. Sin embargo, como el comportamiento de los huéspedes metaleros fue inesperadamente amable y bueno, y como todo el festival fue un éxito económico, sus opiniones cambiaron fundamentalmente. En 2011, 70000TONS OF METAL recibió reportaje de prensa nacional e internacional. La revista Metal Hammer, revista Stern y las estaciones de televisión alemanas RTL, NDR y ZDF presentaron el evento. En 2012, CNN, SAT1 y WDR produjeron documentales sobre el festival. Los medios más prestigiosos que informaron sobre el curcero en 2013 fueron Aardschok, Blick.ch, CNN, Lingener Tagesoist, Metal Hammer, Rock Hard, Spiegel Online, y Süddeutsche Zeitung. Desde 2013, Full Metal Cruise se lleva a cabo en el Mar Báltico siguiendo un concepto similar. No está claro en qué medida los organizadores se inspiraron en 70000TONS OF METAL.

## 2011

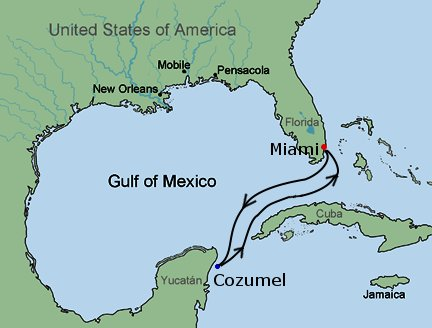
Ruta de 70000 Tons of Metal 2011

En el 2011, su viaje inaugural salió del puerto de Miami, Florida, el 24 de enero con rumbo a Cozumel, México, y retornó el 28 de enero. El festival se realizó a bordo del barco “Majesty of the Seas” de la compañía Royal Caribbean. Hubo 42 bandas internacionales invitadas y cada una realizó dos presentaciones en el curso de los 5 días que duró el festival.
- Barco: MS Majesty of the Seas
- Días de duración: 24 al 28 de enero de 2011
- Ruta: Miami, FL – Cozumel, México – Miami, FL
- Número de invitados a bordo: 2038 (48 países representados)
- Músicos y personal del festival: 422
- Tripulación del barco: 900
- Número total de pasajeros a bordo: 3360
- Bandas: Agent Steel, Amon Amarth, Arsis, Blackguard, Blind Guardian, Circle II Circle, Cripper, Dark Tranquility, Death Angel, Destruction, Dusk Machine, Ensiferum, Epica, Exodus, Fear Factory, Finntroll, Forbidden, Gamma Ray, Iced Earth, Korpiklaani, Malevolent Creation, Marduk, Moonspell, Nevermore, Obituary, Rage, Raven, Sabaton, Sanctuary, Saxon, Sodom, Sonata Arctica, Swashbuckle, The Absence, Trouble, Twilight of the Gods, Uli Jon Roth, Unleashed, Voivod, Witchburner.[7]
- Países representados: Alemania, Arabia Saudita, Argentina, Australia, Austria, Bélgica, Bolivia, Bosnia, Bulgaria, Canadá, Chile, China, Colombia, Costa Rica, Dinamarca, EE. UU., Eslovaquia, Eslovenia, España, Estonia, Filipinas, Finlandia, Francia, Grecia, Hong Kong, Hungría, Irlanda, Islas Feroe, Israel, Italia, Japón, Luxemburgo, México, Noruega, Nueva Zelanda, Países Bajos, Perú, Polonia, Portugal, Reino Unido, República Checa, República Dominicana, Rumania, Rusia, Sudáfrica, Suecia, Suiza, Turquía.[8]

## 2012

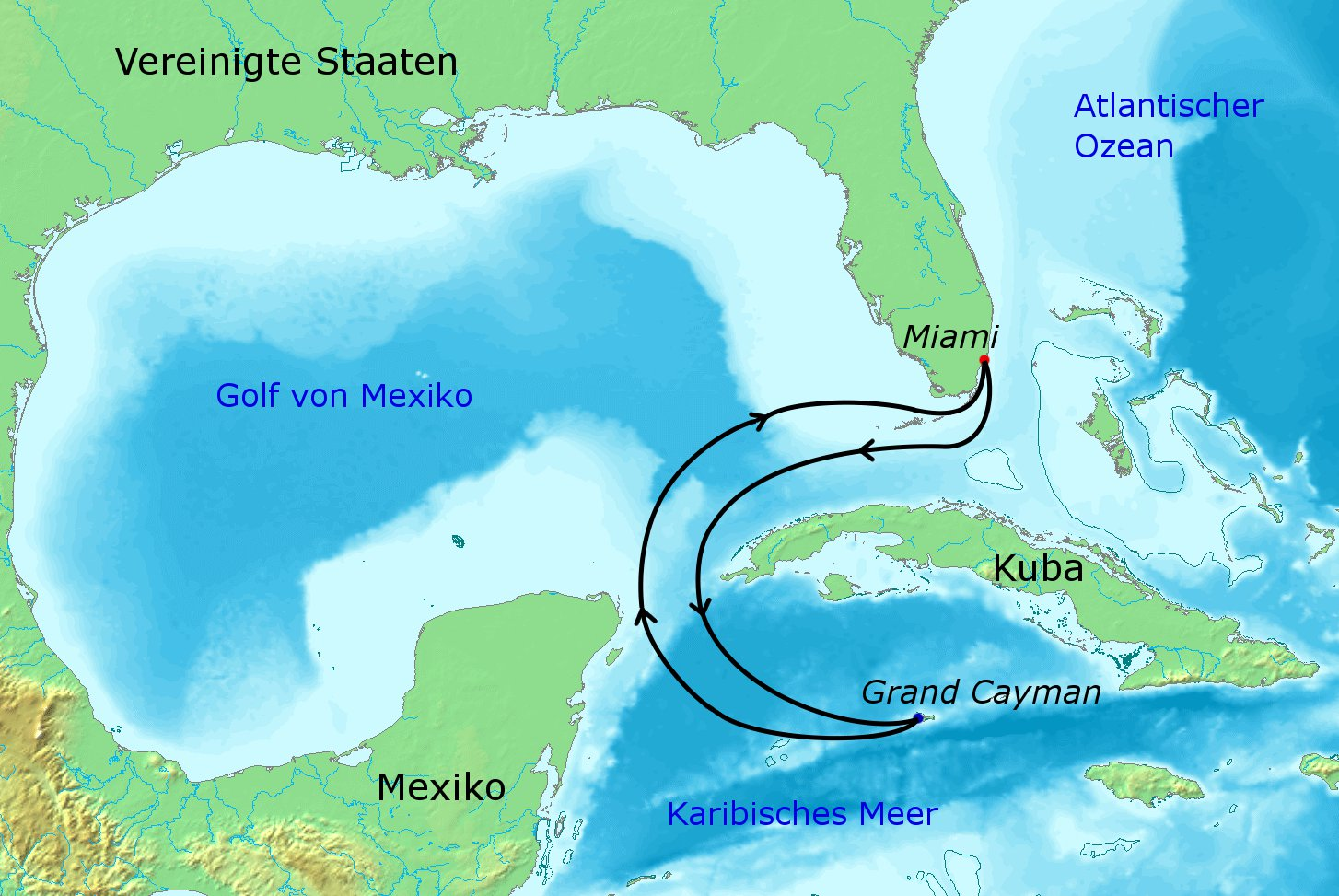
Ruta que el crucero 70000TONS of Metal siguió en el 2012

Su segundo viaje zarpó desde el Puerto de Miami, Florida el 23 de enero con destino a las Islas Caimán y retornó el 27 de enero. El festival se llevó a cabo nuevamente en el barco “Majesty Of The Seas”. Contó con la presencia de 42 bandas internacionales, y 2051 pasajeros de los cuales el 51 % ya había atendido el año previo. De los 2051 pasajeros a bordo, se representaron 55 países, sobrepasando las estadísticas del año anterior.
- Barco: MS Majesty of the Seas
- Días de duración: 23 al 27 de enero de 2012
- Ruta: Miami, FL – George Town, Islas Caimán – Miami, FL
- Número de invitados a bordo: 2051 (55 países representados)
- Músicos y personal del festival: 452
- Tripulación del barco: 879
- Número total de pasajeros a bordo: 3352
- Bandas: Alestorm, Amorphis, Annihilator, Atheist, Candlemass, Cannibal Corpse, Channel Zero, Children of Bodom, Coroner, Crowbar, Dark Funeral, Diamond Plate, Edguy, Eluveitie, Exciter, God Dethroned, Grave Digger, Hammerfall, In Extremo, Kamelot, Kataklysm, Massacre, Megora, Moonsorrow, My Dying Bride, Nightwish, Orphaned Land, Overkill, Pestilence, Pretty Maids, Riot, Samael, Sapiency, Stratovarius, Suffocation, Tankard, Therion, Tristania, Venom, Vicious Rumors, Virgin Steele, Whiplash.[9]
- Países representados: Alemania, Andorra, Arabia Saudita, Argentina, Australia, Austria, Bélgica, Bolivia, Brasil, Bulgaria, Canadá, Chile, Colombia, Corea del Sur, Costa Rica, Cuba, Dinamarca, Ecuador, EE. UU., Egipto, Eslovaquia, Eslovenia, España, Finlandia, Francia, Grecia, Hungría, Irlanda, Islandia, Israel, Italia, Japón, Kirguistán, Líbano, Luxemburgo, México, Noruega, Nueva Zelanda, Países Bajos, Panamá, Perú, Polonia, Portugal, Reino Unido, República Checa, Rumania, Rusia, Sierra Leona, Sudáfrica, Suecia, Suiza, Trinidad, Turquía, Ucrania, Venezuela.[10]

## 2013

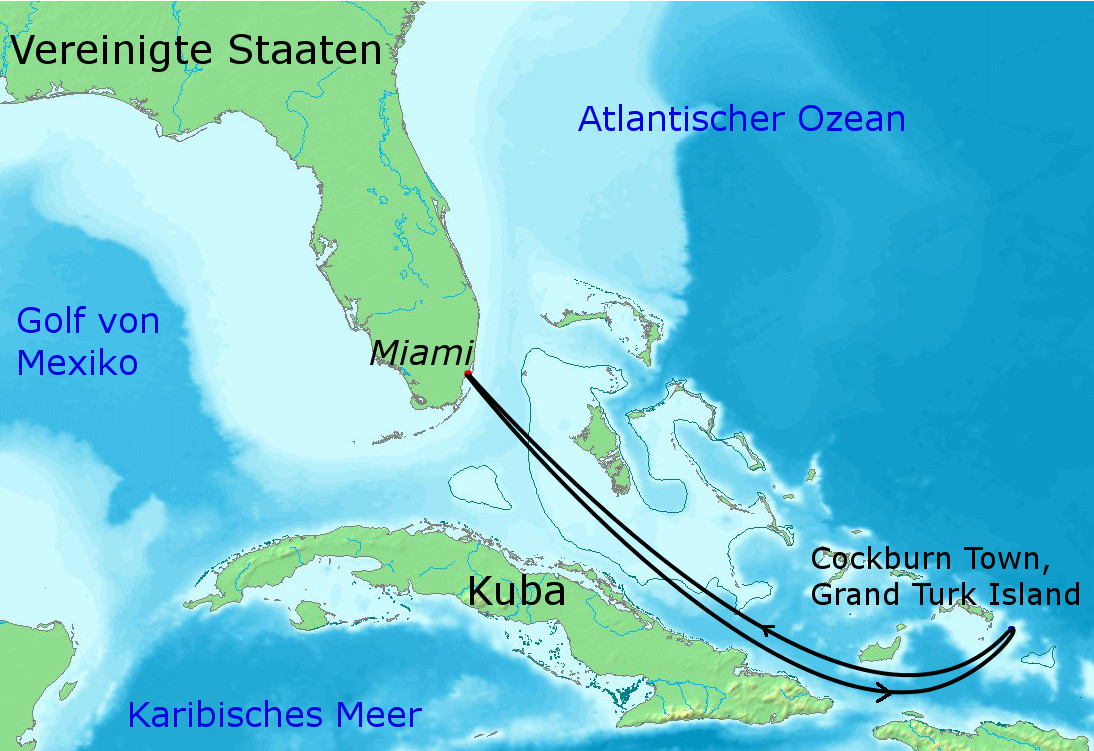
Ruta que el crucero 70000TONS of Metal siguió en el 2013

Su tercer viaje zarpó desde el puerto de Miami el 28 de enero hacia las Islas Turcas y Caicos, y retornó el 1 de febrero. El festival se llevó a cabo nuevamente en el “Majesty of the Seas” de la compañía Royal Caribbean. 42 bandas tocaron a bordo del crucero en el 2013.
Adicionalmente a las presentaciones de las 42 bandas, el guitarrista y fundador de la banda Annihilator, Jeff Waters, organizó una “Presentación de las Estrellas”, incluyendo artistas como Petri Lindroos de Ensiferum, Cristina Scabbia de Lacuna Coil, Doro Pesch de Warlock y Doro, así como Mille Petrozza de la banda Kreator. El pianista ucraniano de música clásica, Vika Yermolyeva, también se unió a las presentaciones sorpresa y deleitó a los pasajeros con temas clásicos de metal en su piano, tocando canciones como “Raining Blood” de Slayer; y “Nothing Else Matters” de Metallica. Además en el 2013 se iniciaron 'Las Chicas de la Piscina de las 70000TONS OF METAL', un grupo de anfitrionas vestidas con diseños especiales por 'Toxic Visión' para el evento.
- Barco: MS Majesty of the Seas
- Días de duración: 28 de enero a 1 de febrero de 2013
- Ruta: Miami, FL – Cockburn Town, Turks and Caicos Islands – Miami, FL
- Número de invitados a bordo: 2037 (55 países representados)
- Músicos y personal del festival: 466
- Tripulación del barco: 892
- Número total de pasajeros a bordo: 3395
- Bandas: 3 Inches of Blood, Anaal Nathrakh, Anacrusis, Angra, Arkona, Cryptopsy, Delain, Die Apokalyptischen Reiter, Doro, DragonForce, Ektomorf, Ensiferum, ETECC, Evergrey, Fatal Smile, Flotsam & Jetsam, Gotthard, Heidevolk, Helloween, Helstar, Holy Grail, Immolation, In Flames, Inquisition, Kreator, Lacuna Coil, Lizzy Borden, Metal Church, Nightmare, Nile, Onslaught, Rage and Lingua Mortis Orchestra, Sabaton, Sinister, Steel Engraved, Subway to Sally, Threat Signal, Tiamat, Turisas, Týr, Unexpect.[15]
- Países representados: Alemania, Andorra, Arabia Saudita, Argentina, Aruba, Australia, Austria, Bélgica, Bolivia, Bosnia, Brasil, Bulgaria, Canadá, Chile, China, Colombia, Corea, Costa Rica, Dinamarca, Emiratos Árabes Unidos, EE. UU., Eslovaquia, Eslovenia, España, Finlandia, Francia, Gibraltar, Grecia, Honduras, Hungría, India, Irlanda, Islas Feroe, Israel, Italia, Japón, Liechtenstein, Luxemburgo, México, Noruega, Países Bajos, Panamá, Perú, Polonia, Portugal, Puerto Rico, Reino Unido, República Checa, Rumania, Rusia, Sudáfrica, Suecia, Suiza, Surinam, Trinidad y Tobago, Ucrania.[16]

## 2014

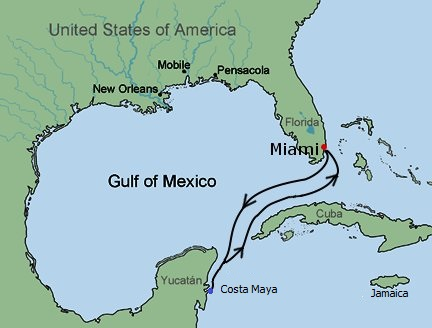
Ruta de 70000 Tons of Metal 2014

Su cuarto viaje zarpó del puerto de Miami el 27 de enero con rumbo a Costa Maya, México, y retornó el 31 de enero. El destino de este crucero fue sujeto a voto popular de aquellos pasajeros con cabinas ya compradas, y podían hacer la votación en la página web oficial del evento. El voto consistió en 5 posibles destinos, entre ellos Cozumel, México; Freeport, Bahamas; Cockburn Town, Islas Turcas y Caicos; Nassau, Bahamas; y Costa Maya, México. Costa Maya fue anunciada ganadora con el 40 % de votos seguido por Cockburn Town con 38 %. Una vez más el festival se llevó a cabo a bordo del “Majesty of the Seas” (“Majestad de los Mares”) con 41 bandas internacionales invitadas. Este sería el último viaje de 70000TONELADAS DE METAL sobre este barco.
- Barco: MS Majesty of the Seas
- Días de duración: 27 a 31 de enero de 2014
- Ruta: Miami, FL – Costa Maya, México – Miami, FL
- Número de invitados a bordo: 2051 (61 países representados)
- Músicos y personal del festival: 458
- Tripulación del barco: 869
- Número total de pasajeros a bordo: 3378
- Bandas: Atrocity, Bonfire, Carcass, Cripper, Cynic, Dark Tranquility, Death Angel, Death, D.R.I., Fear Factory, Finntroll, Freedom Call, Gloryhammer, Haggard, Hatesphere, Izegrim, Keep Of Kalessin, Leaves' Eyes, Massacre, Nekrogoblikon, Novembers Doom, Obituary, Orphaned Land, Overkill, Poltergeist, Raven, Rising Storm, Satyricon, Septicflesh, Soilwork, Swallow The Sun, Swashbuckle, Symphony X, Terrorizer, Pungent Stench, The Haunted, Twilight Of The Gods, Unearth, Vicious Rumors, Victory, Xandria.[19]
- Países representados: Alemania, Andorra, Arabia Saudita, Argentina, Australia, Austria, Bélgica, Bielorrusia, Bosnia y Herzegovina, Brasil, Bulgaria, Canadá, Chile, Colombia, Costa Rica, Dinamarca, Ecuador, EE. UU., Egipto, Emiratos Árabes Unidos, Eslovaquia, Eslovenia, España, Estonia, Finlandia, Francia, Grecia, Honduras, Hong Kong, Hungría, India, Irlanda, Israel, Italia, Japón, Kuwait, Kirguistán, Luxemburgo, Macedonia, México, Nueva Zelanda, Nicaragua, Noruega, Países Bajos, Panamá, Perú, Polonia, Portugal, Puerto Rico, Reino Unido, República Checa, Rumania, Rusia, Serbia, Sudáfrica, Suecia, Suiza, Tailandia, Trinidad y Tobago, Turquía, Ucrania, Venezuela

## 2015

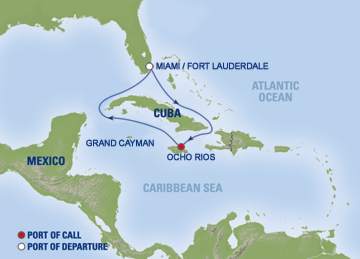
Ruta de 70000 Tons of Metal 2015

Su quinta edición tuvo lugar del 22 al 26 de enero, zarpando a Ocho Ríos, Jamaica, desde el puerto de Fort Lauderdale, Florida. El evento se realizó esta vez en el “Liberty of the Seas” de la compañía Royal Caribbean. 3000 entradas estuvieron disponibles y 60 bandas fueron invitadas a tocar a bordo, cada banda presentándose 2 veces en diferentes escenarios. Para ello, se construyeron 4 escenarios en diferentes partes del barco, entre ellos el Platinum Theatre (“Teatro Platino”) el Sphinx Lounge (“Salon de la Esfinge”) Studio B (“Estudio B”) y el escenario al aire libre en la cubierta de las piscinas. Más de 70 países se vieron representados este año por los asistentes, haciendo, según Andy “el Capitán” Piller, las “Naciones Unidas de Metal en el mar”.
En este año, se organizó una serie de actividades muy especiales. La quinta edición de este crucero fue testigo de la segunda entrega de “Presentación de las Estrellas”, ya que Jeff Waters volvió al festival con su banda Annihilator. Esta vez los artistas participantes de este espectáculo fueron miembros de 1349, Annihilator, Behemoth, Blind Guardian, D-A-D, Destruction, Dusk Machine, Ensiferum, Grave Digger, Heathen, In Extremo, Michael Schenker, Napalm Death, Primal Fear, Soulfly, Therion, Threshold y Venom.
También fue el anfitrión del estreno de discos aún no a la venta, como “Shadowmaker”, de Apocalyptica; “Beyond the Red Mirror”, de Blind Guardian; “Noita”, de Korpiklaani; y “From the Depths”, de Venom.
Asimismo, se organizaron varias clínicas instrumentales dirigidas por los artistas, con instrumentos como guitarras, bajos, batería, pandereta, y un seminario de metal Folk y Pagano.
Las embajadoras internacionales oficiales de 70000TONELADAS DE METAL, las “Chicas de la Piscina”, también estuvieron presentes este año, vistiendo prendas diseñadas por Kylla Custom Rock Wear y Wicked Lester Clothing.
- Barco: MS Liberty of the Seas
- Días de duración: 22–26 de enero de 2015
- Ruta: Ft. Lauderdale, FL – Ocho Ríos, Jamaica – Ft. Lauderdale, FL
- Bandas: 1349, Abandon Hope, Adaliah, Alestorm, Amorphis, Annihilator, Anvil (band), Apocalyptica, Arch Enemy, Artillery, Behemoth, Blind Guardian, Cannibal Corpse, Claim The Throne, Corrosion of Conformity Blind, Crucified Barbara, D-A-D, Dark Sermon, Destruction, Divided Multitude, Einherjer, Ensiferum, Enthroned, Equilibrium, Exhumer, Gama Bomb, God Dethroned, Grave Digger, Gurd, The Hate Colony, Heathen, Helstar, In Extremo, Jungle Rot, Kataklysm, Korpiklaani, Lake of Tears, Masacre, Melechesh, Michael Schenker's Temple of Rock, Monstrosity, Municipal Waste, Napalm Death, Origin, Pretty Maids, Primal Fear, Refuge, Riot V, Soulfly, Suborned, Tank, Therion, Threshold, Triosphere, Thy Antichrist, Trollfest, Trouble, Venom, Whiplash, Wintersun.
- Países representados: Alemania, Andorra, Arabia Saudita, Argentina, Australia, Austria, Bélgica, Bolivia, Brasil, Bulgaria, Canadá, Chile, Colombia, Costa Rica, Croacia, Dinamarca, Ecuador, EE. UU., Egipto, El Salvador, Emiratos Árabes Unidos, Eslovaquia, Eslovenia, España, Estonia, Filipinas, Finlandia, Francia, Grecia, Guatemala, Hong Kong, Hungría, India, Irlanda, Israel, Italia, Japón, Kirguistán, Kuwait, Liechtenstein, Lituania, Luxemburgo, Macedonia, México, Moldavia, Nueva Zelanda, Nicaragua, Noruega, Países Bajos, Panamá, Perú, Polonia, Portugal, Puerto Rico, Reino Unido, República Checa, Rumania, Rusia, Serbia, Singapur, Sri Lanka, Sudáfrica, Suecia, Suiza, Tailandia, Trinidad y Tobago, Turquía, Uzbekistán, Venezuela

## 2016

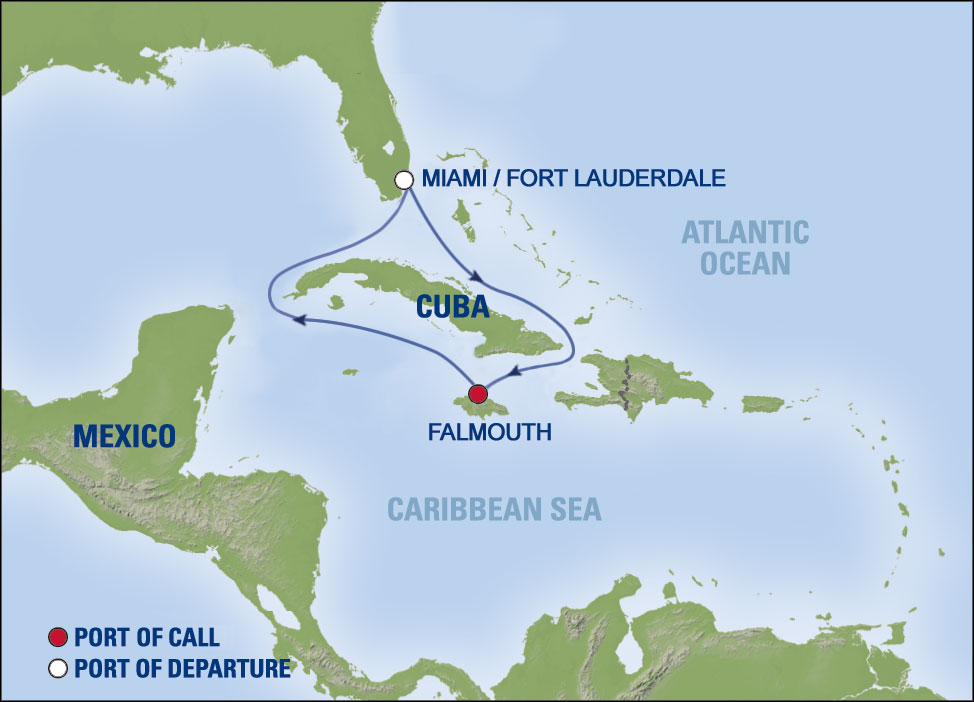
Ruta de 70000TONS OF METAL 2016

La sexta edición del 70000TONS OF METAL se llevó a cabo del 4 al 8 de febrero de 2016, zarpando hacia Falmouth, Jamaica a bordo del Royal Caribbean MS Independence of The Seas. Este evento tuvo 60 artistas internacionales donde cada uno tocó dos veces en cuatro escenarios disponibles. El evento se vendió en su totalidad por sexta vez consecutiva, teniendo la participación de 3000 personas representando 72 diferentes países.
Además de los 120 conciertos realizados por los artistas invitados, 70000TONS OF METAL 2016 vio el retorno del Jamming With Waters in International Waters All-Star Jam con su anfitrión Jeff Waters de Annihilator. El All-Star Jam tuvo presentaciones de artistas de la mayoría de las bandas como Delain, Gamma Ray, Lacuna Coil, Firewind, Moonspell, Hammerfall, Iced Earth, y muchas más. Otros eventos especiales incluyeron un pub jam acústico por parte de la banda de folk suiza Eluveitie, una fiesta de lanzamiento exclusiva del álbum a salir de Delain “Lunar Prelude”, el concurso anual Belly Flop, una transmisión en vivo del Super Bowl y las clínicas de instrumentos organizadas por algunos artistas seleccionados.
- Barco: MS Independence of the Seas
- Días de duración: 4–8 de febrero de 2016
- Ruta: Ft. Lauderdale, FL – Falmouth, Jamaica – Ft. Lauderdale, FL
- Bandas: Abinchova, Ancient Rites, Arkona, At The Gates, Aura Noir, Belphegor, Bloodbath, Carach Angren, Children of Bodom, Cradle of Filth, Dead Cross, Delain, Día de los Muertos, Diamond Head, Distillator Archivado el 18 de marzo de 2017 en Wayback Machine., Dragonforce, Eluveitie, Epica, Fallujah, Firewind, Fleshgod Apocalypse, Gamma Ray, Ghoul, HammerFall, Holy Moses, Iced Earth, Incantation, Insomnium, Jag Panzer, Katatonia, Koyi K Utho, Krisiun, Lacuna Coil, Manilla Road, Moonspell, My Dying Bride, Nervosa, No Raza, November's Doom, Painful, Paradise Lost, Raven, Rhapsody of Fire, Rotting Christ, Samael, Skálmöld, Sodom, Squealer, Starkill, Stratovarius, Subway to Sally, Susperia, Thyrfing, Tsjuder, Turisas, Twilight Force, Týr, Vader, Vallenfyre, Visions of Atlantis.[21]
- Países representados: Alemania, Andorra, Argentina, Australia, Austria, Bélgica, Bielorrusia, Bolivia, Brasil, Bulgaria, Canadá, Chile, Colombia, Costa Rica, Croacia, Cuba, Dinamarca, Ecuador, EE. UU., Egipto, El Salvador, Emiratos Árabes Unidos, Eslovaquia, Eslovenia, España, Estonia, Finlandia, Francia, Grecia, Guatemala, Honduras, Hong Kong, Hungría, India, Irán, Irlanda, Islandia, Islas Feroe, Israel, Italia, Japón, Jordania, Kirguistán, Luxemburgo, Malta, México, Moldavia, Nicaragua, Noruega, Nueva Caledonia, Nueva Zelanda, Países Bajos, Palestina, Panamá, Perú, Polonia, Portugal, Puerto Rico, Catar, Reino Unido, República Checa, Rumania, Rusia, Serbia, Sri Lanka, Sudáfrica, Suecia, Suiza, Trinidad y Tobago, Túnez, Turquía, Ucrania, Venezuela

## 2017

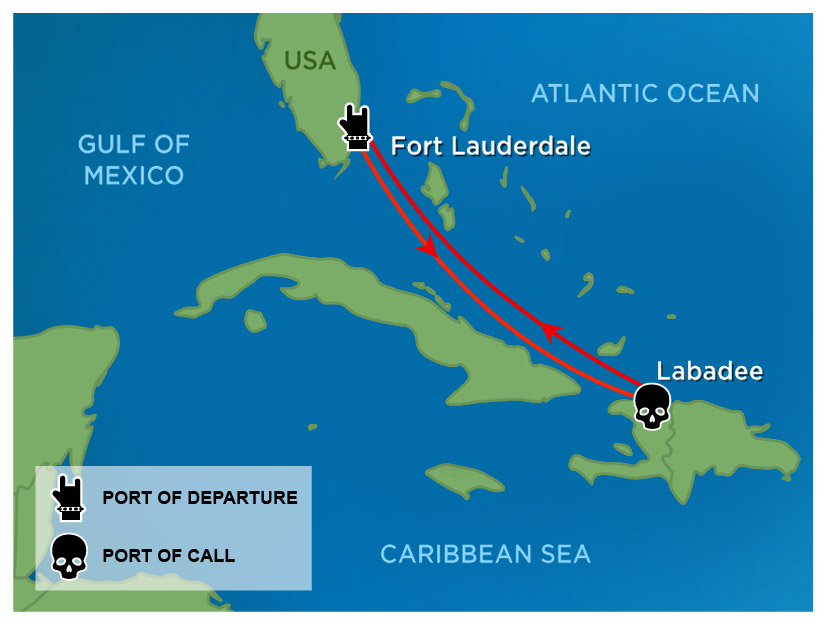
Ruta de 70000TONS OF METAL 2017

La séptima edición de 70000TONS OF METAL se llevó a cabo del 2 al 6 de febrero de 2017, saliendo desde Fort Lauderdale, Florida hasta Labadee, Haití y luego de vuelta a Miami. El evento se realizó a bordo del Royal Caribbean MS Independence of The Seas.
Esta edición contó con 61 artistas internacionales, teniendo un total de 123 conciertos en vivo a bordo. El evento se vendió en su totalidad por séptima vez consecutiva, teniendo la participación de más de 3000 personas representando 74 diferentes países.
Además de los 123 conciertos realizados por los artistas invitados, 70000TONS OF METAL 2017 vio el retorno del Jamming With Waters in International Waters All-Star Jam con su anfitrión Jeff Waters de Annihilator. El All-Star Jam tuvo presentaciones de artistas de la mayoría de las bandas como Amaranthe, Amorphis, Annihilator, Anthrax, Death Angel, Draconian, Dying Fetus, Ghost Ship Octavius, Grave Digger, Overkill, Scar Symmetry, Serenity, Stuck Mojo, Testament, Therion, TOUCH THE SUN, y Xandria. Otros eventos especiales realizados a bordo fueron clínicas de artistas, fiestas exclusivas, el concurso anual de planchazo en la piscina, karaoke, y una transmisión en vivo del Super Bowl.
Las Pool Girls, las embajadoras internacionales de 70000TONS OF METAL regresaron este año luciendo atuendos por Kylla Custom Rock Wear.
- Barco: MS Independence of the Seas
- Días de duración: 2–6 de febrero de 2017
- Ruta: Ft. Lauderdale, FL – Labadee, Haití – Ft. Lauderdale, FL
- Bandas: Allegaeon, Amaranthe, Amorphis, Angra, Annihilator, Anthrax, Arch Enemy, Avatarium, Axxis, Cattle Decapitation, Cruachan, Cryptex, Cryptopsy, Dalriada, Death Angel, Demolition Hammer, Devil Driver, Draconian, Dying Fetus, Edenbridge, Equilibrium, Ghost Ship Octavius, Grave, Grave Digger, Haggard, Kalmah, Kamelot, Månegarm, Marduk, Misery Loves Co., Moonsorrow, Mors Principium Est, Nightmare, Omnium Gatherum, Orphaned Land, Overkill, Pain, Powerglove, Psycroptic, Revenge, Revocation, Saltatio Mortis, Scar Symmetry, Serenity, Stam1na, Striker, Stuck Mojo, Suffocation, Testament, Therion, Total Death, Trauma, Trollfest, Touch the Sun, Uli Jon Roth, Unleashed, Vreid, Witchtrap, Xandria[22]
- Países representados: Alemania, Andorra, Arabia Saudita, Argentina, Australia, Austria, Bielorrusia, Bélgica, Bolivia, Brasil, Bulgaria, Canadá, Chile, China, Colombia, Costa Rica, Croacia, Cuba, Dinamarca, Ecuador, EE. UU., Egipto, El Salvador, Emiratos Árabes Unidos, España, Eslovaquia, Eslovenia, Estonia, Filipinas, Finlandia, Francia, Grecia, Guatemala, Honduras, Hong Kong, Hungría, India, Irán, Irlanda, Israel, Italia, Japón, Líbano, Lituania, Luxemburgo, Malta, México, Moldavia, Nueva Caledonia, Nueva Zelanda, Nicaragua, Noruega, Países Bajos, Panamá, Perú, Polonia, Portugal, Puerto Rico, Catar, Reino Unido, República Checa, República Dominicana, Rumania, Rusia, Singapur, Sri Lanka, Sudáfrica, Suecia, Suiza, Trinidad y Tobago, Túnez, Turquía, Ucrania, Venezuela

## 2018

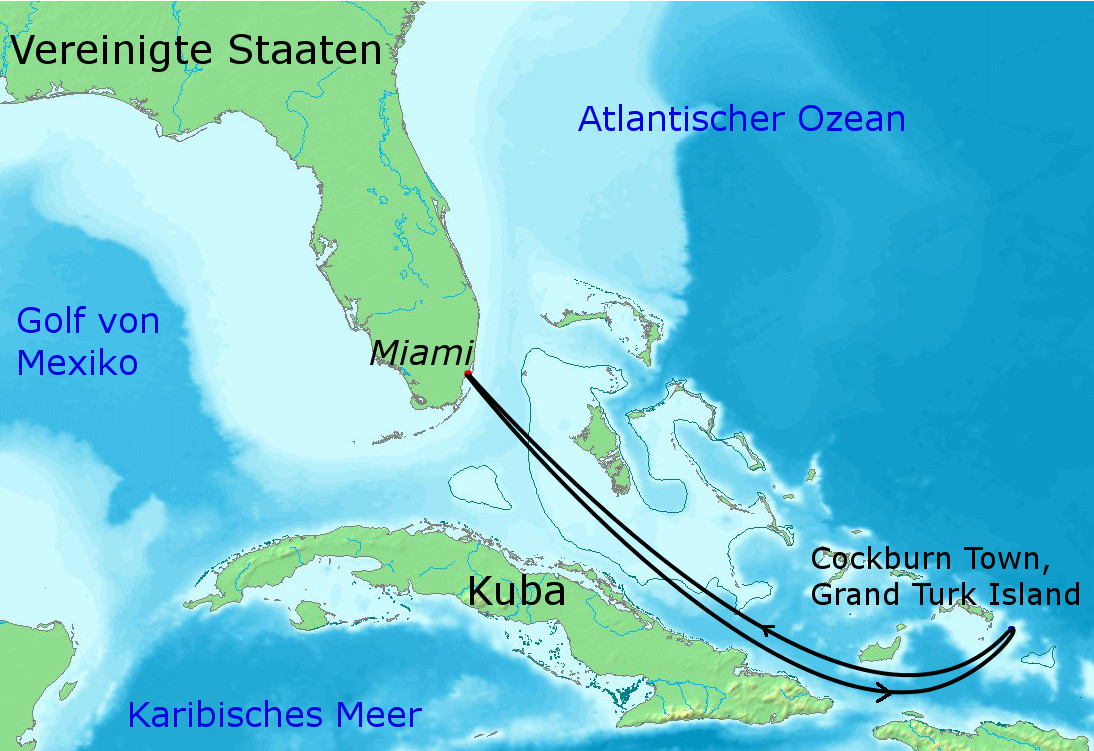
Ruta que el crucero 70000TONS of Metal siguió en el 2018

La octava edición de 70000TONS OF METAL salió desde Port Everglades, Florida hacia Cockburn Town, Islas Turcas y Caicos y vuelta del 1 al 5 de febrero de 2018. El evento se realizó a bordo del Royal Caribbean MS Independence of The Seas.
- Barco: MS Independence of the Seas
- Días de duración: February 1–5, 2018
- Ruta: Fort Lauderdale, Florida - Cockburn Town, Grand Turk, Turks and Caicos Islands - Fort Lauderdale, Florida
- Bandas: Aborted, Aeternam, Alestorm, Amberian Dawn, Battle Beast, Belphegor, Benediction, Benighted, Beyond Creation, Cannibal Corpse, Dark Tranquillity, Destruction, Diablo Blvd, Die Apokalyptischen Reiter, Enslaved, Evergrey, Evertale, Exciter, Exhumed, Exodus, Freedom Call, Goatwhore,  Gyze, In Extremo, In Mourning, Insomnium, Internal Bleeding, Kataklysm, Korpiklaani, Kreator, Leaves' Eyes, Majestic Downfall, Masterplan, Meshuggah, Metal Church, Metsatöll, Naglfar, Necrophobic, Obscura, October Tide, Primal Fear, Psychostick, Rhapsody, Sabaton, Samael, Septic Flesh, Sepultura, Seven Kingdoms, Seven Spires, Sinister, Sirenia, Sonata Arctica, Swallow The Sun, Threshold, Triosphere, Voivod, Witchery, Witherfall, Wolfchant, Wolfheart
- Países representados: Alemania, Andorra, Arabia Saudita, Argentina, Australia, Austria, Bélgica, Bielorrusia, Bolivia, Brasil, Bulgaria, Canadá, Chile, China, Colombia, Costa Rica, Croacia, Cuba, Dinamarca, Ecuador, EE. UU., Egipto, El Salvador, Emiratos Árabes Unidos, Eslovaquia, Eslovenia, España, Estonia, Finlandia, Francia, Grecia, Guatemala, Honduras, Hong Kong, Hungría, India, Irán, Irlanda, Israel, Italia, Japón, Líbano, Lituania, Luxemburgo, Malta, México, Nueva Caledonia, Nueva Zelanda, Nicaragua, Noruega, Países Bajos, Pakistán, Palau, Panamá, Perú, Polonia, Portugal, Puerto Rico, Reino Unido, República Checa, República Dominicana, Rumania, Rusia, Singapur, Siria, Sri Lanka, Sudáfrica, Suecia, Suiza, Trinidad y Tobago, Turquía, Ucrania, Uruguay, Venezuela, Vietnam

## 2019

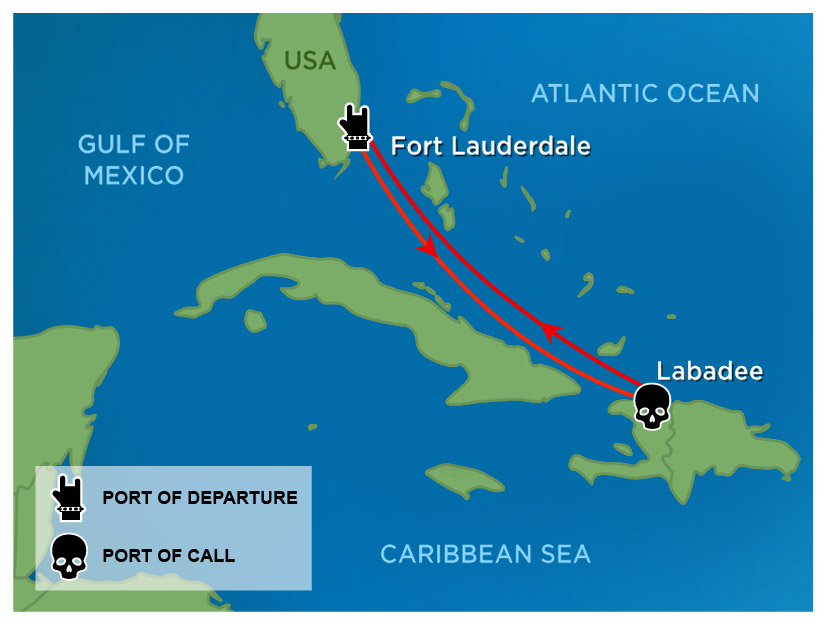
Ruta de 70000 Tons of Metal 2019

La novena edición de 70000 Tons of Metal salió de Port Everglades en Fort Lauderdale FL hacia Labadee, Haití y volvió a Fort Lauderdale. El evento tomó lugar desde el 31 de enero hasta el 4 de febrero. El evento se realizó a bordo del Royal Caribbean MS Independence of The Seas.
- Barco: MS Independence of the Seas
- Días de duración: 31 de enero – 4 de febrero de 2019
- Ruta: Ft. Lauderdale, FL – Labadee, Haiti – Ft. Lauderdale, FL
- Bandas: Accept, Arkona, Atrocity, Bloodbath, Blood Red Throne, Bodyfarm, Carnation, Chontaraz, Convulse, Coroner, Cyhra, Dark Funeral, Delain, Dragony, Eluveitie, Ensiferum, Exmortus, Fleshgod Apocalypse, Gloryhammer, God Dethroned, Steve Grimmett's Grim Reaper, Heidevolk, In Vain, Internal Suffering, Kalmah, Kamelot, Krisiun, Masacre, Mayan, Mors Principium Est, Napalm Death, Ne Obliviscaris, Nekrogoblikon, Night Demon, Nile, Obituary, Onslaught, Paradise Lost, Perpetual Warfare, Persefone, Pestilence, Rage (feat. Lingua Mortis Orchestra), Raven, Riot V, Sodom, Soulfly, Subway to Sally, Svartsot, Temperance, The Black Dahlia Murder, Tiamat, Tristania, Twilight Force, Tyr, Unleash the Archers, Van Canto, Vicious Rumors, Visions of Atlantis, Vomitory, Warbringer
- Países representados: Alemania, Andorra, Arabia Saudita, Argentina, Australia, Austria, Bélgica, Bolivia, Brasil, Bulgaria, Canadá, Chile, China, Colombia, Costa Rica, Croacia, Cuba, Dinamarca, Ecuador, EE. UU., Egipto, El Salvador, Eslovaquia, España, Estonia, Finlandia, Francia, Grecia, Guatemala, Honduras, Hong Kong, Hungría, India, Irán, Irlanda, Islandia, Islas Feroe, Israel, Italia, Japón, Líbano, Letonia, Luxemburgo, México, Namibia, Nueva Zelanda, Nicaragua, Noruega, Países Bajos, Palau, Panamá, Perú, Polonia, Portugal, Puerto Rico, Reino Unido, República Checa, República Dominicana, Rumanía, Rusia, Singapur, Siria, Sri Lanka, Sudáfrica, Suecia, Suiza, Trinidad y Tobago, Turquía, Ucrania, Uruguay, Uzbekistán, Venezuela

## 2020

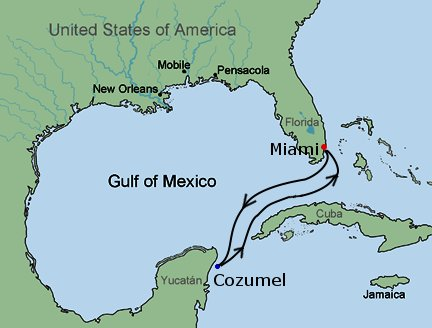
Ruta de 70000 Tons of Metal 2020

La ronda 10 de 70000 Tons of Metal salió de Port Everglades en Fort Lauderdale FL con rumbo a Cozumel, México y volvió a Fort Lauderdale. El evento tomó lugar del 7 al 11 de enero de 2020.
- Barco: MS Independence of the Seas
- Días de duración: 7 de enero – 11 de enero de 2020
- Ruta: Ft. Lauderdale, FL – Cozumel, México – Ft. Lauderdale, FL
- Bandas: Aborted, Aeternam, Aether Realm, Archon Angel (primeras actuaciones), Atheist, At the Gates, Axxis, Bloodbound, Brujería, Candlemass,  Carach Angren, Cattle Decapitation, Cruachan, Dark Matter, Devin Townsend, Edenbridge, Einherjer, Emperor, Epica, Ereb Altor, Exodus, Finntroll, Firstbourne, Flotsam and Jetsam, Ghost Ship Octavius, Grave Digger, Haggard, Havok, Ihsahn, Incantation, Kampfar, Kissin’ Dynamite, Leaves Eyes, Michael Schenker Fest, Moonsorrow, No Raza, November's Doom, Omnium Gatherum, Once Human, Origin, Orphaned Land, Possessed, Ross the Boss, Seven Witches, Soen, Sortilege, Spoil Engine, Stam1na, Striker, Suffocation, The Agonist, The Faceless, Toxik, Trollfest, Venom, Vio-Lence, Whiplash, Wilderun, Wintersun, Without Waves, Zero Theorem
- Países representados: Alemania, Andorra, Arabia Saudita, Argentina, Australia, Austria, Bélgica, Bermuda, Bielorrusia,  Bolivia, Brasil, Bulgaria, Canadá, Chile, China, Colombia, Costa Rica, Cuba, Dinamarca, EE. UU., El Salvador, Eslovaquia, Eslovenia,España, Estonia, Finlandia, Francia, Grecia, Guatemala, Honduras, Hong Kong,  Hungría, Irán, Irlanda,  Israel, Italia, Japón, Lituania, Luxemburgo, Malta, México, Nicaragua, Noruega, Nueva Zelanda, Países Bajos,  Palau, Panamá, Perú, Polonia, Portugal, Puerto Rico, Reino Unido, República Checa, República Dominicana, Rumanía, Rusia, Singapur, Sri Lanka, Sudáfrica, Suecia, Suiza, Taiwán, Tailandia, Trinidad y Tobago, Turquía, Uruguay, Venezuela[23]

## 2021

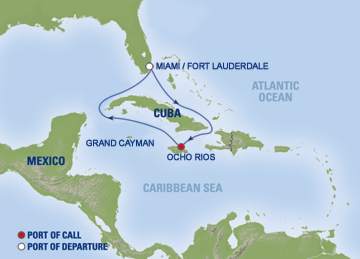
Ruta de 70000 Tons of Metal 2021

El décimo aniversario del 70000TONS OF METAL fue previsto para el 7 al 11 de enero de 2021, zarpando hacia Ocho Ríos, Jamaica desde Fort Lauderdale (Florida).

## 2023
La ronda 11 de 70000TONS OF METAL navegó del 30 de enero al 3 de febrero de 2023 desde Miami a Bimini, Bahamas a bordo del Freedom of the Seas.
- Barco: Freedom of the Seas
- Días de duración: 30 de enero – 3 de febrero de 2023
- Ruta: Miami, FL – Bimini, Bahamas – Miami, FL
- Bandas: Abysmal Dawn, Amberian Dawn, Amorphis, Atrocity, Batushka, Belphegor, Bodyfarm, Cancer, Cryptosis, Cynic, Dark Tranquillity, Dear Mother, Deathless, Destruction, Dragonforce, Edge of Paradise, Eleine, Elvenking, Empress, Eshtadur, Evergrey, Fallujah, Feuerschwanz, Fractal Universe, Freedom Call, God Dethroned, Hei'An, Hideous Divinity, Hypocrisy, Insomnium, Internal Bleeding, Iron Savior, Isole Jungle Rot, Kamelot, Keep of Kalessin, Korpiklaani, Kreator, Manegarm, Melechesh, Nightmare, Nightwish, Nothgard, Novembre, Nuclear, Obscura, Oceans of Slumber, Osyron, Rotting Christ, Sight of Emptiness, Sirenia, Skiltron, Uli Jon Roth, The Crown, Vektor, Vicious Rumors, Visions of Atlantis, Vreid, Warbringer, Wolfchant, Wormed[24]
- Países representados: Alemania, Arabia Saudita, Argentina, Australia, Austria, Bélgica, Bermuda, Bielorrusia,  Bolivia, Brasil, Bulgaria, Canadá, Chile, China, Chipre, Colombia, Corea del Sur, Costa Rica, Cuba, Dinamarca, Ecuador, EE. UU., Egipto, El Salvador, Emiratos Árabes Unidos, Eslovaquia, Eslovenia,España, Estonia, Finlandia, Francia, Grecia, Guatemala, Hong Kong, Hungría, India, Indonesia, Irlanda,  Israel, Italia, Japón, Lituania, Luxemburgo, Malta, México, Nicaragua, Noruega, Nueva Zelanda, Países Bajos, Pakistán, Palau, Perú, Polonia, Portugal, Puerto Rico, Reino Unido, República Checa, Rumanía, Rusia, Singapur, Sri Lanka, Sudáfrica, Suecia, Suiza, Taiwán, Trinidad y Tobago, Turquía, Ucrania, Uruguay, Venezuela, Vietnam[25]

## 2024
La duodécima edición del 70000TONS OF METAL navegó del 29 de enero al 2 de febrero de 2024 desde Miami a Puerto Plata, República Dominicana a bordo del Freedom of the Seas.
- Barco: Freedom of the Seas
- Días de duración: 29 de enero – 2 de febrero de 2024
- Ruta: Miami, FL – Puerto Plata, República Dominicana – Miami, FL
- Bandas: Aborted, ACOD, Angra, April Art, Arion, Avulsed, Batushka, Before the Dawn, Blind Guardian, Blood Red Throne, Carnation, Crypta, Dalriada, Décembre Noir, Disillusion, Dynazty, Edenbridge, Einherjer, Endseeker, Epica, Equilibrium, Fleshcrawl, Fleshgod Apocalypse, Graceless, Grave Digger, Heidevolk, I am the Night, Infected Rain, Inhuman Condition, Iotunn, Kataklysm, Katatonia, Leaves Eyes, Left Ovr, Lich King, Lord of the Lost, Monstrosity, My Dying Bride, Mystic Prophecy, Nanowar of Steel, Nervosa, Nile, Noturnall, Omnium Gatherum,  Pentagram Chile, Rising Steel, Saor, Scar Symmetry, Serenity, Shores of Null, Skyforger, Sodom, Temperance, The Halo Effect, Threshold, Tygers of Pan Tang, Unleashed, Victory, Vision Divine, Waltari, Warkings, Wind Rose, Wolfheart[26]

## 2025
La ronda 13 del 70000TONS OF METAL navegó del 30 de enero al 3 de febrero de 2025 desde Miami a Ocho Ríos, Jamaica, a bordo del Independence of the Seas.
- Barco: Independence of the Seas
- Días de duración: 30 de enero – 3 de febrero de 2025
- Ruta: Miami, FL – Ocho Ríos, Jamaica – Miami, FL
- Bandas: Abysmal Dawn, Arcturus, Benighted, Beyond Creation, Cabrakaän, Candlemass, Crownshift, Decapitated, Delain, Destinity, Dirkschneider, Emperor, Ex Deo, Fabulae Dramatis, Finntroll, Flotsam & Jetsam, Fractal Sun, Hammerfall, Hate, Ihsahn, Incantation, In Extremo, Kalmah, Kissin' Dynamite, Krisiun, Lutharo, Majestica, Matalobos, Metsatöll, Mork, Onslaught, Painful, Pessimist, Powerglove, Reaping Asmodeia, Samael, Septicflesh, Sepultura, Seven Kingdoms, Sonata Arctica, Stormruler, Stratovarius, Striker, Subway to Sally, Suffocation, Super Monster Party, Swallow the Sun, Symphony X, Tankard, Tenebrarum, The Dread Crew of Oddwood, The Kovenant, The Mourning, The Zenith Passage, Thy Antichrist, Total Death, Trollfest, Trouble, Twilight Force, Unleash the Archers, Warfield.[27]

## Próxima Edición
La próxima edición del 70000TONS OF METAL se llevará a cabo del 29 de enero al 2 de febrero del 2026 a bordo del Freedom of the Seas, navegando desde Miami, FL, y visitando el destino caribeño de Nasáu, en Bahamas.
Las bandas anunciadas hasta el momento son: Amorphis, Beast in Black, Dark Tranquillity, Dødheimsgard, Eluveitie, Ereb Altor, Firewind, Gama Bomb, Groza, Haggard, Harakiri for the Sky, Heathen, Hiraes, Hirax, Hour of Penance, Insomnium, Kamelot, Orden Ogan, Persefone, Rhapsody of Fire, Satan, Saturnus, Seven Spires, Skeletal Remains, Soen, Soilwork, Týr, Vader, Vio-Lence, Wind Rose y Xandria. Aún faltan 29 bandas más por ser anunciadas.